# Içara
Içara es un municipio brasileño del estado de Santa Catarina. Tiene una población estimada al 2021 de 58 055 habitantes. Forma parte de la Región metropolitana Carbonífera.

## Historia
Ubicada cerca de la costa, los primeros registros humanos del lugar datan de fines del siglo XVIII con la llegada de los portugueses. Con el tiempo, la localidad fue habitada por inmigrantes de italia, azorianos, africanos y polacos.
La villa Urussanga Velha fue el asentamiento principal del actual territorio en ese entonces. Con la emancipación de Criciúma en 1929, la villa fue anexada al nuevo municipio. Fue creado oficialmente el 8 de marzo de 1933 con el nombre de São Sebastião. En 1938, cambió su nombre a Aliatar, en homenaje al piloto Aliatar Martins quien falleció en un accidente de hidroavión en el Lago dos Esteves en 1920, junto al piloto británico John Pinder, en un intento de volar desde Río de Janeiro a Buenos Aires por primera vez.
Con la llegada de la industria del carbón, la región vivió su crecimiento económico. El distrito cambió su nombre al actual Içara en 1943. Fue el 20 de diciembre de 1961 que Içara se emancipó como municipio.